# Erebunus
Erebunus is een vliegengeslacht uit de familie van de roofvliegen (Asilidae).

## Soorten
- E. badghysicus (Lehr, 1987)
- E. farinosus (Becker in Becker & Stein, 1913)
- E. mirabilis Richter, 1966